# Ландмейстери Тевтонського ордену в Лівонії

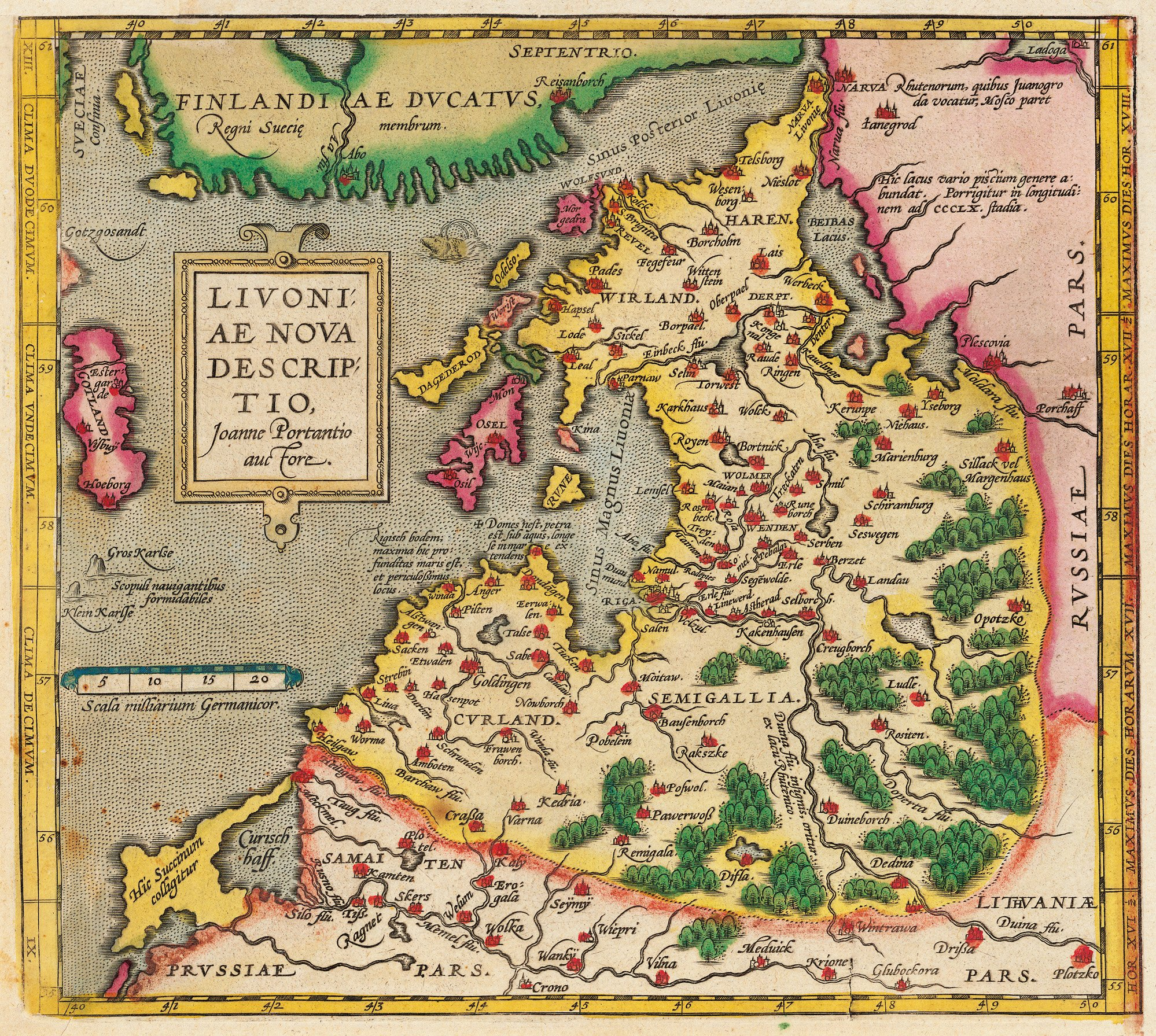
Лівонія на карті
Іоанна Портанція 1573

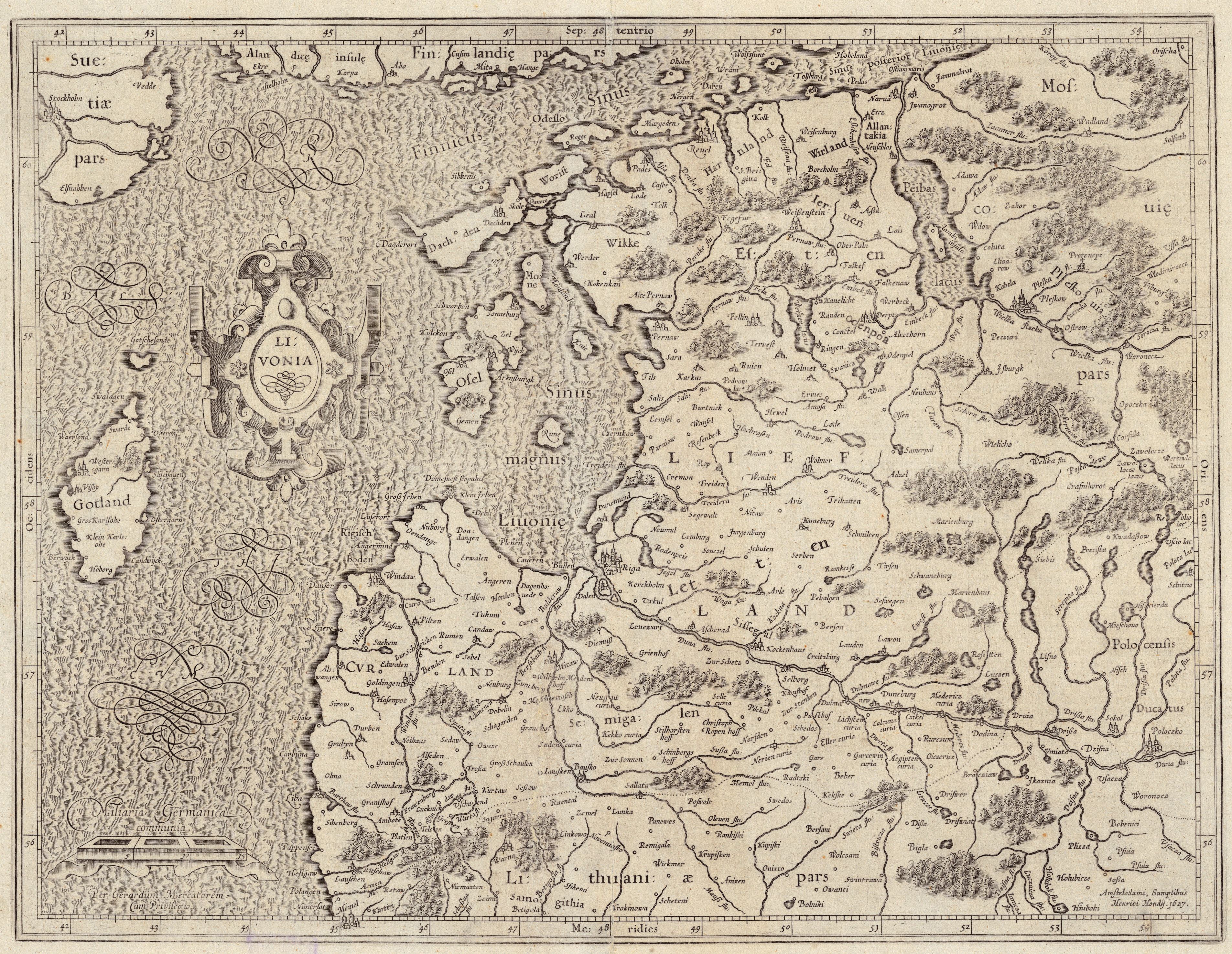
Лівонія на карті
Герарда Меркатора, після 1604

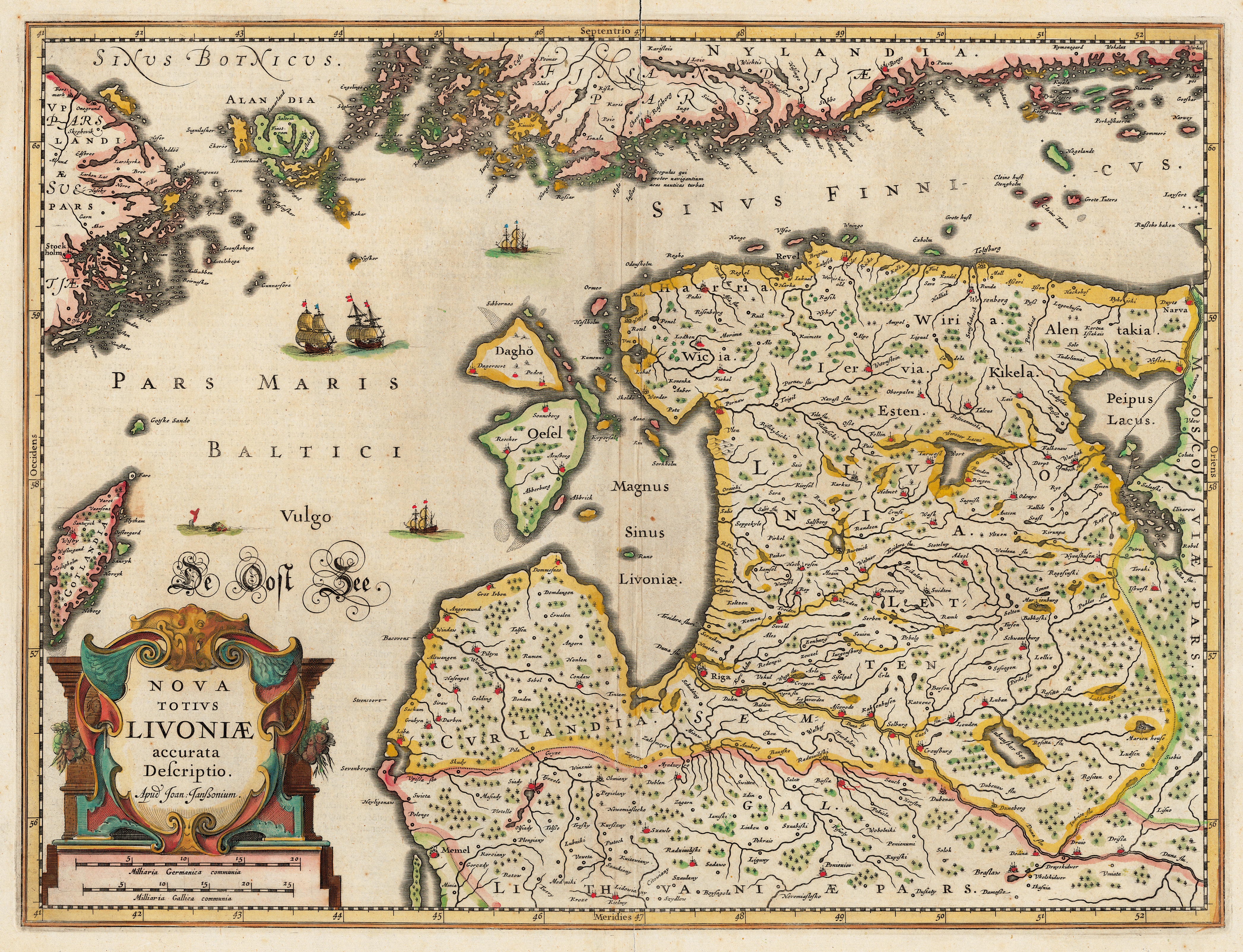
Лівонія на карті
Іоанна Янссона 1642

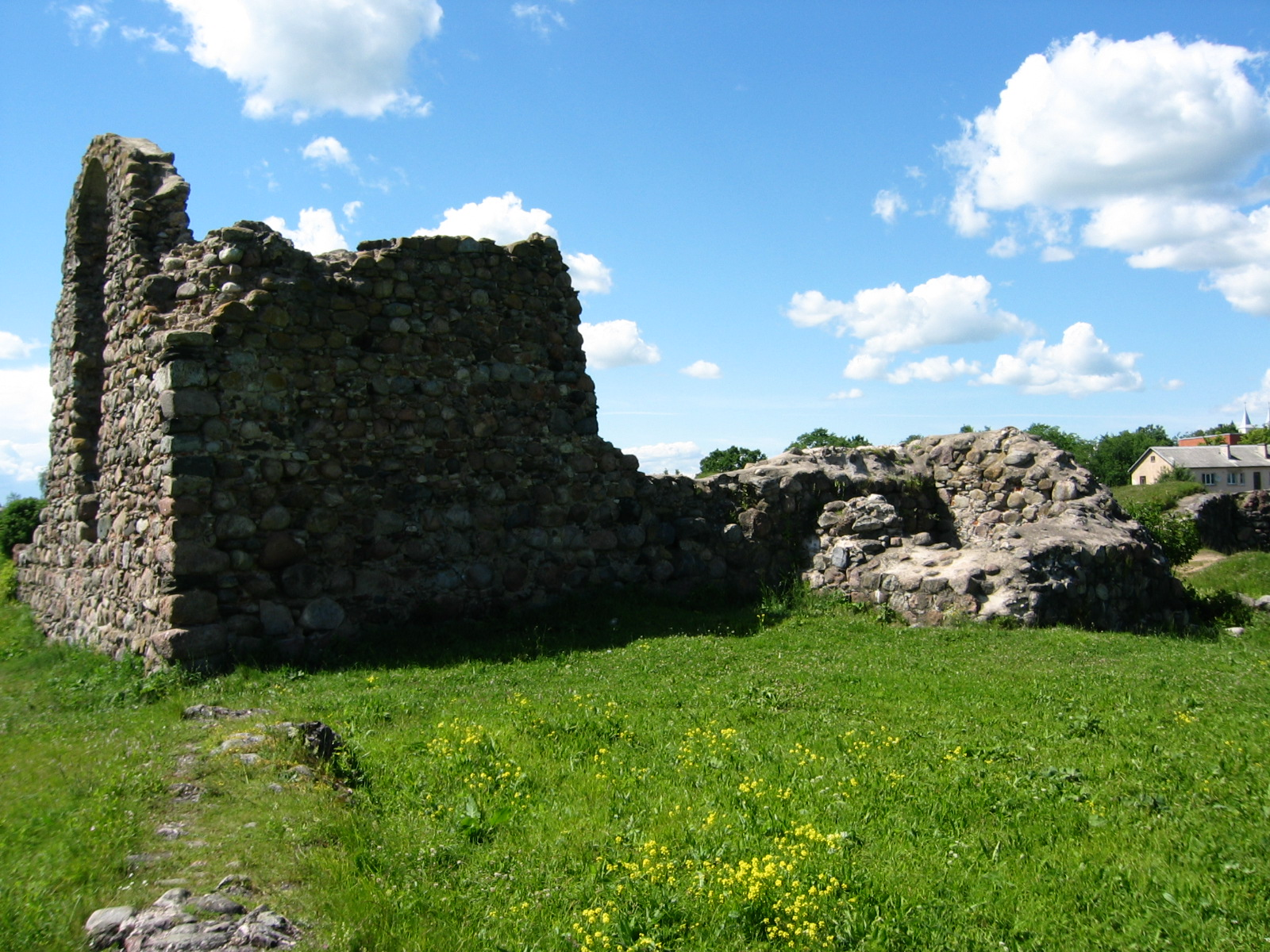
Руїни замку Розіттен в Лівонії

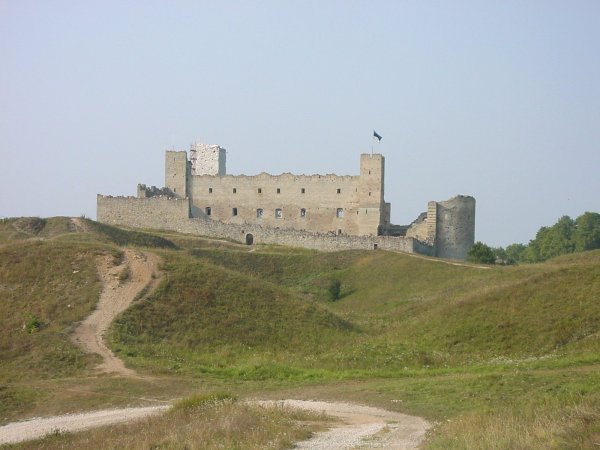
Орденський замок Везенберг(Раквере) в Лівонії

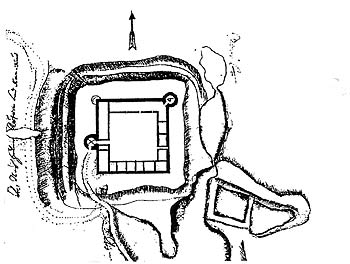
План Ермесського замку в Лівонії. XVII століття
Стокгольмський військовий архів

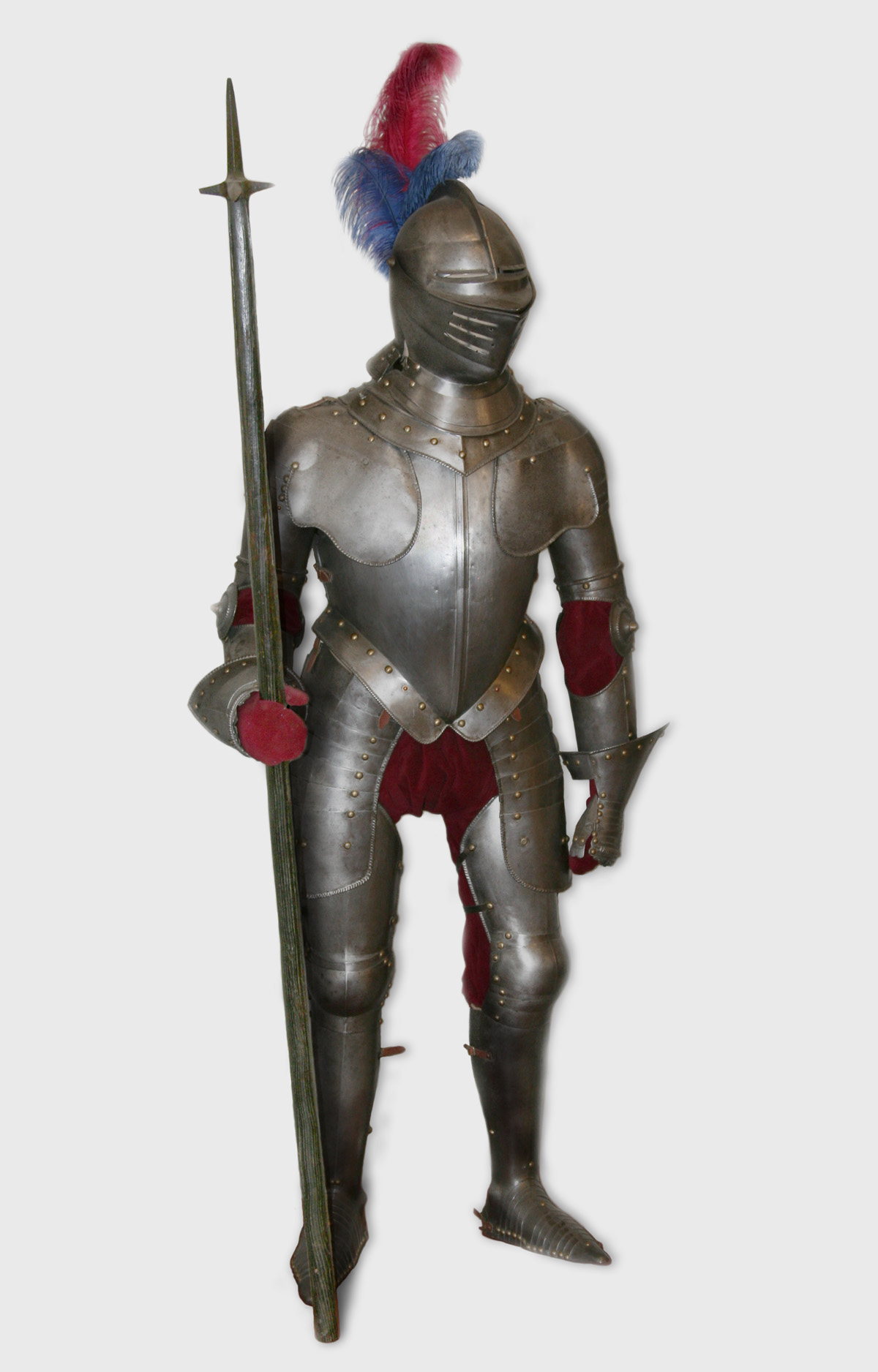
Озброєння тевтонського лицаря.
Естонський історичний музей в Таллінні

Ландмейстер Тевтонського ордену в Лівонії — посада голови Лівонського ордену, що перебував в складі Тевтонського ордену, та голови Лівонії у 1237 — 1561 роках. 
Інша назва — магістр Німецького ордену в Ліфляндії (лат. magister, ниж.-нім. meyster  або нім. meister deutsches ordens zu Liefflandt ). Існувала до утворення світського герцогства Курляндського і Семигальського.

## Назва
- Магістр Лівонського ордену
- Магістр Німецького ордену в Лівонії (нім. Meister Deutsches Ordens zu Liefflandt[6]).

## Опис
Хоча лівонське ландмейстерство (в джерелах використовується термін Тевтонський орден в Лівонії (лат. Sancta Maria domus Theutonicorum in Liuonia , на нижньонімецькій мові зафіксовані варіанти Duitsche orden tho Liflande , Duitsche orden tho Liflande , Duitsche ordenn tho Lifflandt , Teutsche orden zu Lifflanndt  і Teutsche ordenn zu Liefflandt )) користувалося певною автономією, воно було лише частиною єдиного Тевтонського ордену. Папа та німецький кайзер були патронами і, в крайньому разі в теорії, його верховними керівниками.  Формально гросмейстер Тевтонського ордену здійснював лише контрольні функції. Спочатку це не мало великого значення, так як до 1309 місце його постійного перебування знаходилося в Венеції, і навіть після переїзду в Марієнбург він не сильно обтяжував автономію, тому що рідко відвідував Лівонію особисто або посилав туди представників для контролю.  Проте, влада гросмейстера була величезна, його порада довший час вважалась рівнозначною наказу і його інструкціям підпорядковувались беззаперечно. 

## Список
| Українське написання               | Верхньонімецьке написання      | Роки перебування на посаді                      |
| ---------------------------------- | ------------------------------ | ----------------------------------------------- |
| Герман фон Балк                    | Hermann von Balk               | 1237-1238                                       |
| Дітріх фон Ґрюнінген               | Dietrich von Grüningen         | 1238-1241                                       |
| Андреас фон Фельфен                | Andreas von Velven             | 1241-1242                                       |
| Дітріх фон Ґрюнінген               | Dietrich von Grüningen         | 1242-1246 (вдруге)                              |
| Генріх фон Гаймбург                | Heinrich von Heimburg          | 1246-1248                                       |
| Андреас фон Фельфен                | Andreas von Velven             | 1248-1253 (вдруге)                              |
| Еберхард фон Зайн                  | Eberhard von Sayn              | 1253-1254 (виконувач обов'язків)                |
| Анно фон Зангерсхаузен             | Anno von Sangershausen         | 1254-1257                                       |
| Буркхард фон Горнгаузен            | Burkhard von Hornhausen        | 1257-1260                                       |
| Георг фон Айхштетт                 | Georg von Eichstätt            | 1260-1262                                       |
| Вернер фон Брайтгаузен             | Werner von Breithausen         | 1262-1264                                       |
| Конрад фон Мандерн                 | Konrad von Mandern             | 1264-1267                                       |
| Отто фон Лаутерберг                | Otto von Lauterberg            | 1267-1271                                       |
| Андреас фон Вестфален              | Andreas von Westfalen          | 1271                                            |
| Вальтер фон Нордек                 | Walter von Nordeck             | 1271-1273                                       |
| Ернст фон Рацебург                 | Ernst von Ratzeburg            | 1273-1279                                       |
| Герхард фон Катценелнбоген         | Gerhard von Katzenelnbogen     | 1279                                            |
| Конрад фон Фейхтванген             | Konrad von Feuchtwangen        | 1279-1281                                       |
| Мангольд фон Штернберг             | Mangold von Sternberg          | 1281-1283                                       |
| Вільгельм фон Ніндорф              | Wilhelm von Nindorf            | 1283-1287                                       |
| Конрад фон Гаттштайн               | Konrad von Hattstein           | 1288-1290                                       |
| Бальтазар фон Гольте               | Balthasar Holte                | 1290-1293                                       |
| Генріх фон Дінклаге                | Heinrich von Dincklage         | 1294-1295                                       |
| Бруно                              | Bruno                          | 1296-1298                                       |
| Готфрід фон Рогге                  | Gottfried von Rogge            | 1298-1306                                       |
| Герхард фон Йорк                   | Gerhard von Jork               | 1307-1322                                       |
| Конрад фон Кессельхут              | Konrad Kesselhut               | 1322-1324                                       |
| Реймар Ган                         | Reimar Hahn                    | 1324-1328                                       |
| Еберхард фон Монгайм               | Eberhard von Monheim           | 1328-1340                                       |
| Бурхард фон Драйлебен              | Burkhard von Dreileben         | 1340-1345                                       |
| Госвін фон Геріке                  | Goswin von Herike              | 1345-1359                                       |
| Андреас фон Штайнберг (тимчасовий) | Andreas von Steinberg          | 1359-1360                                       |
| Арнольд фон Фітінгхоф              | Arnold von Vietinghoff         | 1360-1364                                       |
| Андреас фон Штайнберг (тимчасовий) | Andreas von Steinberg          | 1364                                            |
| Вільгельм фон Фрімерсгайм          | Wilhelm von Friemersheim       | 1364-1385                                       |
| Робін фон Ельтц                    | Robin von Eltz                 | 1385-1388                                       |
| Йоганн фон Оле                     | Johann von Ohle                | 1388-1389                                       |
| Веннемар фон Брюггеней             | Wennemar von Brüggenei         | 1389-1401                                       |
| Конрад фон Фітінгхоф               | Konrad von Vietinghoff         | 1401-1413                                       |
| Дітріх фон Торк                    | Dietrich Tork                  | 1413-1415                                       |
| Зігфрід Ландер фон Шпонгайм        | Siegfried Lander von Sponheim  | 1415-1424                                       |
| Ціссе фон дем Рутенберг            | Cisse von dem Rutenberg        | 1424-1433                                       |
| Франк фон Кірскорф                 | Frank von Kirskorf             | 1434-1435                                       |
| Генріх фон Бьокефьорде             | Heinrich von Böckeförde        | 1435-1437                                       |
| Генріх фон Фінке Оверберг          | Heinrich Vincke von Overberg   | 1438-1450                                       |
| Йоганн фон Менгден                 | Johann von Mengden             | 1450-1469                                       |
| Йоганн Вальдгаун фон Герсе         | Johann Waldhaun von Heerse     | 1470-1471                                       |
| Бернгард фон дер Борх              | Bernhard von der Borch         | 1471-1483                                       |
| Йоганн Фрідріх фон Лорінкгофен     | Johann Freitag von Loringhoven | 1483-1494                                       |
| Вальтер фон Плеттенберг            | Wolter von Plettenberg         | 1494-1535                                       |
| Герман фон Брюггеней               | Hermann von Brüggenei          | 1535-1549                                       |
| Йоганн фон дер Реке                | Johann von der Recke           | 1549-1551                                       |
| Генріх фон Гален                   | Heinrich von Galen             | 1551-1557                                       |
| Йоганн Вільгельм фон Фюрстенберг   | Johann Wilhelm von Fürstenberg | 1557-1559                                       |
| Ґоттгард фон Кеттлер               | Gotthard von Kettler           | 1559-1561 магістр Німецького ордену в Ліфляндії |